# James Obiorah
James Chibuzor Obiorah, né le 24 août 1978 à Jos (Nigeria), est un footballeur nigérian qui évolue au poste d'attaquant. Il joue actuellement (saison 2008/2009) pour le Sporting Toulon Var (C.F.A.) après que son contrat avec Niort ait été terminé.
Ses clubs précédents incluent notamment le RSC Anderlecht, le Grasshopper-Club Zurich, le Cadix CF et le Lokomotiv Moscou.
Obiorah était le capitaine de l'équipe du Nigeria qui a atteint les quarts de finale de la Coupe du monde de football des moins de 17 ans 1995. Il a été sélectionné 3 fois avec l'équipe nationale du Nigeria et a participé à la Coupe du monde 2002.

## Carrière
- 1994 :  Kwara Bombers
- 1995 :  Enyimba FC
- 1995-1998 :  Belgique RSC Anderlecht
- 1998-2001 :  Grasshopper Zürich
- 2001-2005 :  Lokomotiv Moscou
- 2003-2004 :  Cadix CF (prêt)
- Janv.-juin 2005 :  Chamois niortais FC (prêt)
- 2005-janv. 2006 :  Grazer AK
- Janv.-mai 2006 :  Metalist Kharkiv
- Mai 2006-2007 :  Chamois niortais FC
- 2007-2008 :  Kaduna United
- 2008-2009 :  Sporting Toulon Var

## Palmarès
- 3 sélections (1 but) en équipe du Nigeria entre 1998 et 2002